# Vuit segons
Vuit segons (originalment titulada 8 Seconds to Glory) és una pel·lícula biogràfica de 1994 sobre la llegenda del rodeo americà i del campió de món Lane Frost. Detalla la seva vida des de la seva joventut quan aprenia a muntar braus, fins a la seva mort el 1989. Va ser dirigida per John G. Avildsen i protagonitzada per Luke Perry com Frost, Stephen Baldwin com la llegenda del rodeo Tuff Hedeman, i Red Mitchell com el poeta cowboy Cody Lambert. El títol es refereix al temps que un genet de braus necessita mantenir-se per puntuar. Ha estat doblada al català

## Argument
El jove Lane Frost (Cameron Finley) aprèn els trucs per muntar braus de la mà del seu pare, Clyde (James Rebhorn), un consumat genet de rodeo. Com passa els seus adolescents i els primers anys adults (Luke Perry) viatjant pels circuits de rodeo amb els seus millors amics Tuff Hedeman (Stephen Baldwin) i Cody Lambert (Red Mitchell). Coneix i s'enamora d'una jove corredora, Kellie Kyle, i finalment es casen el 1984.

## Repartiment
- James Rebhorn: Clyde Frost
- Cameron Finley: Jove Lane
- Carrie Snodgress: Elsie Frost
- Dustin Mayfield :: Teenage Lane
- Luke Perry: Lane Frost
- Stephen Baldwin: Tuff Hedeman
- Red Mitchell: Cody Lambert
- Clint Burkey: Travis
- Cynthia Geary: Kellie Frost
- Ronnie Claire Edwards: Carolyn Kyle

## Rebuda
- Té una ràtio del 33% a Rotten Tomatoes.[3]
- Ha aconseguit uns ingressos de 19.623.396 de dòlars[4]